# Dimetoato
Il dimetoato o dimethoate è un insetticida della classe dei fosforganici.
Era un prodotto largamente impiegato come insetticida di contatto contro diversi raggruppamenti di insetti fitofagi, ma in particolare ha trovato tradizionalmente impiego nella protezione dell'olivo e dei fruttiferi contro le larve carpofaghe, in particolare quelle dei Ditteri Tefritidi. Il diffuso impiego di questo prodotto, talora eccessivo, ha portato in passato ad una revisione restrittiva degli ambiti d'impiego (ad esempio, la revoca delle autorizzazioni per l'impiego in frutticoltura, con alcune eccezioni) sino alla revoca del suo utilizzo per mancato rinnovo dell'approvazione europea, ai sensi del regolamento (UE) 2019/1090.

## Proprietà fitosanitarie
Il dimetoato è un insetticida citotropico, con blande proprietà translaminari, che penetra con facilità e rapidità nei tessuti vegetali. Per queste ragioni è un prodotto adatto per il controllo dei fitofagi minatori che attaccano i frutti e le foglie, ha un impatto moderato su una parte dell'entomofauna utile, sfugge al dilavamento da parte della pioggia fatta eccezione per le prime ore dopo il trattamento.
Sugli insetti agisce per contatto e per ingestione svolgendo un'attività anticolinesterasica: è infatti un inibitore della acetilcolinesterasi, pertanto interferisce con la trasmissione degli impulsi nervosi a livello di sinapsi.
Gli ambiti d'impiego principali sono i seguenti:
- Olivo: contro la mosca delle olive. Secondariamente indicato anche contro altri fitofagi dell'olivo.
- Agrumi (consentito solo su piante non in produzione): contro Afidi, Cocciniglie, Acari.
- Asparago: contro Afidi e mosca dell'asparago.

Le autorizzazioni ministeriali italiane permettevano inoltre l'impiego su diverse coltivazioni erbacee (fra cui Frumento, Barbabietola, Pomodoro, Melanzana, Tabacco, Lattuga). In generale il principio attivo era impiegato e  indicato contro Afidi, Ditteri minatori, Acari e la polifaga Metcalfa pruinosa.

## Fitotossicità
La letteratura cita una sensibilità al dimetoato da parte di alcune cultivar di olivo (fra le quali Coratina, Frantoio, Canino, Bosana). Va tuttavia specificato che in Sardegna l'insetticida è di largo impiego anche sulla cultivar Bosana, la più diffusa nel centro-nord della regione.
Altre colture sensibili sarebbero alcune varietà di agrumi, il nocciolo, il crisantemo, il fico. Per la maggior parte di queste, in ogni modo, la normativa vigente non ammette l'impiego.

## Tossicità per l'uomo[2]
Al pari della maggior parte dei fosforganici, il dimetoato è un principio attivo neurotossico, nocivo per l'uomo per ingestione, inalazione e per contatto con la pelle. La sua tossicità si esplica sul sistema nervoso centrale e simpatico e su quello  periferico, agendo sulle connessioni sinaptiche e sulle terminazioni neuromuscolari.
I dati tossicologici di riferimento sono i seguenti :
- Tossicità acuta per via orale: LD 50 di 800 mg/kg nel ratto;
- Tossicità acuta per via dermale: LD 50 dermale superiore a 6000 mg/kg nel coniglio;
- Non cancerogeno su ratto e topo;
- Non teratogeno;
- Mutageno su batteri in vitro, non mutageno su mammiferi;
- Leggermente irritante per gli occhi e per la pelle.

## Sicurezza
Oltre agli aspetti tossicologici, il dimetoato e i suoi formulati commerciali sono prodotti infiammabili a temperature superiori ai 21 °C se esposti ad una fonte di accensione.

## Proprietà particolari
Il dimetoato è largamente citato nella letteratura fra i prodotti più indicati per il controllo chimico della mosca dell'olivo sulle varietà da olio. A differenza di altri insetticidi per olivo il dimetoato, stante la sua idrosolubilità e liporepellenza, durante il processo di estrazione dell'olio di oliva potrebbe confluire nelle acque di vegetazione in base al procedimento di estrazione. 
Il prodotto, per quanto riguarda le olive da mensa destinate al consumo diretto, necessita assolutamente del rispetto dei tempi di carenza che sono 28 giorni per l'olivo dall'ultimo trattamento alla raccolta.